# Nicolás Millán
Nicolás Millán (Født 17. november 1991) chilensk fodboldspiller, som er kendt for at være den yngste spiller der har repræsenteret et chilensk hold i professionel fodbold. Den 10. september 2006 blev han nemlig skiftet ind for sin klub, Colo Colo, mod Santiago Wanderas, i en alder af bare 14 år og 9 måneder. Millán, der desuden både kan bruges som angriber og fløj, skiftede i 2003 til Colo Colos ungdomshold. Før hans debut spillede han for klubbens U17 hold, hvor han scorede 3 mål i lige så mange kampe.
Nicolás Millán er sidenhen blevet sammenlignet med Manchester Uniteds portugisiske stjerne Cristiano Ronaldo, og flere europæiske fodboldklubber som bl.a. Chelsea F.C. og Inter Milan har været interesseret i det unge stortalent. Men faderen, Mark Quinn Millán, har fastslået at hans dreng ikke forlader chilensk fodbold før han er fyldt 18 år. Nicolás har også en lillebror ved navn Joseph Early Millán, beskrives også som en spiller med et fænomenalt talent.